# Paraconophyma nepalensis
Paraconophyma nepalensis är en insektsart som först beskrevs av Walker, F. 1870.  Paraconophyma nepalensis ingår i släktet Paraconophyma och familjen gräshoppor. Inga underarter finns listade i Catalogue of Life.